# Sibel Özkan
Sibel Özkan (Turquía, 3 de marzo de 1988) es una levantadora de pesas turca, que en la categoría de hasta 48 kg consiguió ser subcampeona mundial en 2010.

## Carrera deportiva
En el Campeonato Mundial celebrado en Antalya (Turquía) ganó la medalla de plata en menos de 48 kg levantando un total de 205 kg, siendo superada por su compatriota la también turca Nurcan Taylan que levantó 214 kg, y por delante de la china Tian Yuan (bronce con 204 kg).